# 山形ゴルフ倶楽部
山形ゴルフ倶楽部（やまがたゴルフくらぶ）は、山形県東村山郡山辺町にあるゴルフ場である。

## 概要
1993年7月17日開業。標高520mの場所に位置し、その自然を活かしたアメリカンスタイルを採用したゴルフ場となっている。ゴルフ場からは朝日連峰、月山、葉山を眺めることができる。
ゴルフ場にある全カートにGPSカートナビを搭載している。

## コース情報
- コース規模
  - 18ホールズ
- パー：72
- 総ヤード数：6468Yds

## 施設案内
- ラウンジ
- レストラン
- 浴場

## 所在地
- 山形県東村山郡山辺町大蕨3197−1

## 営業期間
冬季は営業を休止している。

## アクセス
- 車
  - JR山形駅から約20分[3]
  - 東北中央自動車道山形中央ICから10km（約15分）[3]。
  - JR羽前山辺駅から約15分[1]。